# App Store
App Store je program za naprave iPhone, iPod Touch in iPad razvijalca Apple Inc., namenjen dostopu do spletne trgovine iTunes Store in prenosu aplikacij za operacijski sistem iPhone OS, ki jih uporabnik kupi v tej trgovini.
App Store je na voljo od 11. julija 2008 v mnogih svetovnih državah, tudi Sloveniji. Za uporabo zahteva uporabniški račun na iTunes Store.